# 梓弓
梓弓（あずさゆみ、あづさゆみ）は、武具のほか、神事などに使用される梓（アズサ）の丸木で作られた弓。名は梓巫女（東北地方等に分布する巫女）が使用したことに由来する。枕詞の一つになっている。

## 概要
梓で弓を作った記述は『古事記』にある。信濃国、特に諏訪の八ヶ岳山麓の材料を使った梓弓は強靭で名高く朝廷に献上され、九州大宰府に送られて防人たちに手渡されたという。梓弓には遺品として残されている例がいくつかある（正倉院中倉の3張など）。
梓弓は古くから霊を招くために使われた巫具（採物、呪具）である。弦には麻糸や樹皮などが用いられた。これを叩いて音を出すことで霊を招く。
梓弓という固定された様式が有るわけではなく、伏見稲荷大社の奉射祭ではアズサの木の枝にそのまま弦を張っただけの弓が使用され、また式年遷宮に奉納される弓は京弓師柴田勘十郎に代々伝わる製法で作られるなど、使われる場ごとにその様相を異にする。

## 使用
梓巫女
梓巫女と呼ばれる古神道や古くからの民間信仰による、いわゆる祈祷師が存在し、神社に属さずに特定の地域や渡り巫女として、吉凶の占いや厄落としや口寄せをしていた。このときに使用された道具が梓弓と呼ばれ、小さな葛籠（つづら）に入れ持ち歩いていたので小弓であった。
イタコ
津軽地方ではイタコが梓弓の弦を細い竹の棒で叩いて音を出して、霊を梓弓に宿らせ、それをさらにイタコ自身の身体に憑依させる使用法がみられた。

## 枕詞としての梓弓
万葉集などにおいては、春（張る）、引くなどを導く。
ほかにも、いる、はる、本、末、弦、おす、寄る、かへる、ふす、たつ、矢、音なども導く。
例：梓弓 おしてはるさめ けふふりぬ あすさへふらば わかなつみてむ（古今和歌集20）